# 湖广寨大山山脉
湖广寨大山是云南省临沧市沧源佤族自治县西部的一条山脉，呈东北-西南走向，属窝坎大山西部余脉，主峰位于芒卡镇境内，最高海拔2,302米。山脉地跨班老、班洪、芒卡三个乡镇，面积456.94平方公里。因有湖北、湖南和广东人居住于此，遂定名为“湖广寨”。清朝时期吴尚贤曾在此开办茂隆银厂，植被多为阔叶林和亚热带沟谷季雨林，蕴藏有银、铅、金、锌、铜等矿产。:55:14

## 资料来源
1. ↑  沧源佤族自治县地方志编撰委员会. . 昆明: 云南民族出版社. 1998年12月. ISBN 7-5367-1498-X.
2. ↑  沧源佤族自治县民族中学地理室, 沧源佤族自治县交通局. . 昆明: 云南科技出版社. 2002年12月. ISBN 7-5416-1753-9.